# Dušan Mandić
Dušan Mandić (serbisch-kyrillisch Душан Мандић; * 16. Juni 1994 in Kotor) ist ein serbischer Wasserballspieler. Er spielte zunächst für Montenegro, bevor er für Serbien optierte. Mit der serbischen Mannschaft gewann er unter anderem die Goldmedaille bei den Schwimmweltmeisterschaften 2015. Seine Vereinsmannschaft ist der italienische Klub Pro Recco in Ligurien.

## Erfolge
Mandić gewann mit Serbien dreimal die Weltliga Wasserball: 2013 in Tscheljabinsk, 2014 in Dubai und 2015 in Bergamo.
Außerdem war er beim Wasserball-Weltcup 2014 der FINA mit seinem Land im kasachischen Almaty erfolgreich.
Bei den Wasserball-Europameisterschaften 2016 in Belgrad und 2014 in Budapest war sein Land ebenso erfolgreich wie bei den Weltmeisterschaften 2015 im russischen Kasan. Nur bei Olympia 2012 in London reichte es nur zu einer Bronzemedaille, hinter Kroatien und Italien. Bei den nächsten drei Olympischen Spielen hingegen erkämpfte Mandić mit der serbischen Mannschaft die Goldmedaille. 